# Palazzo Duodo a Sant’Angelo

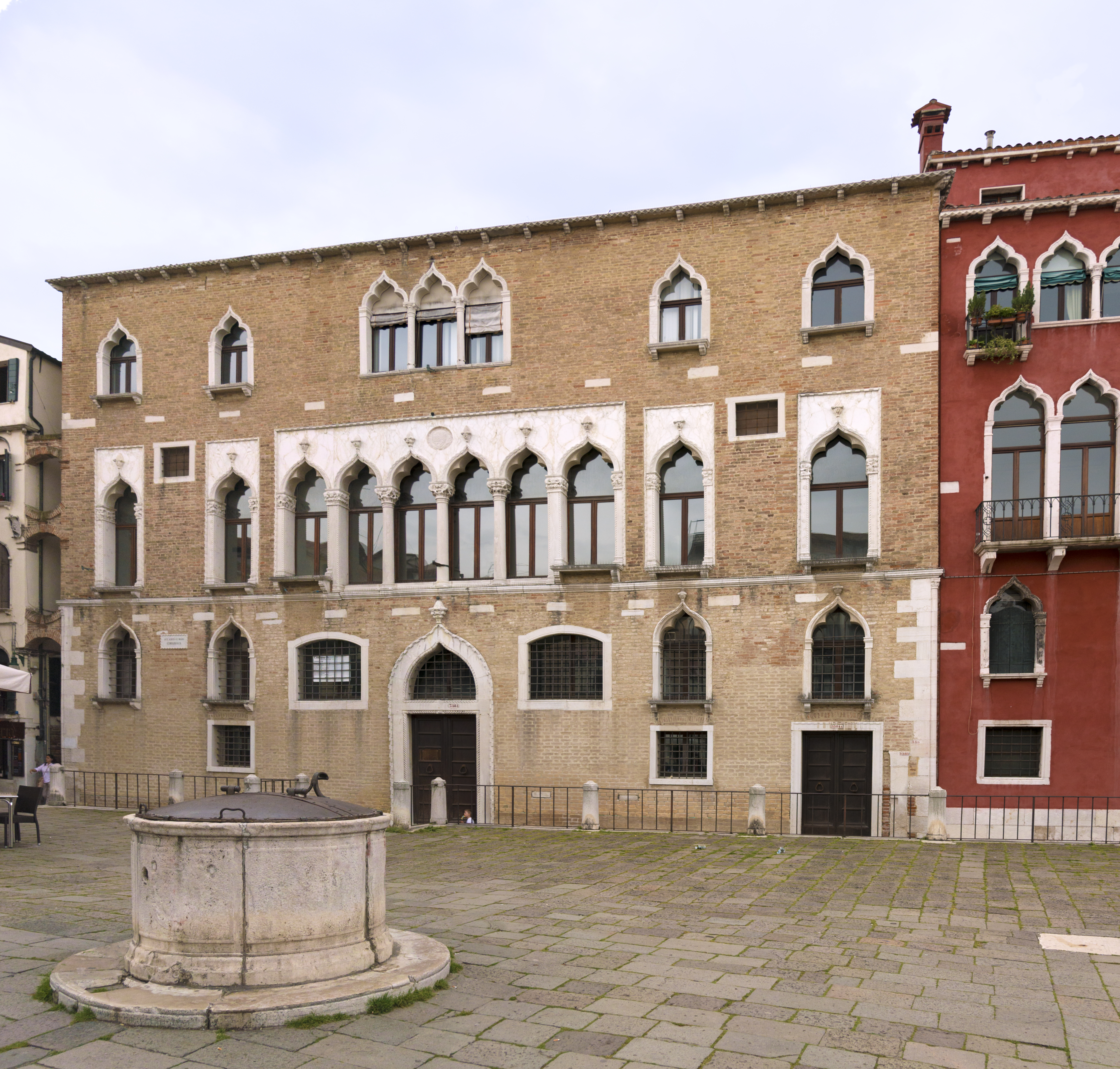
Palazzo Duodo a Sant’Angelo

Palazzo Duodo a Sant’Angelo ist ein Palast in Venedig in der italienischen Region Venetien. Er liegt im Sestiere San Marco mit Blick auf den Campo Sant’Angelo.

## Geschichte

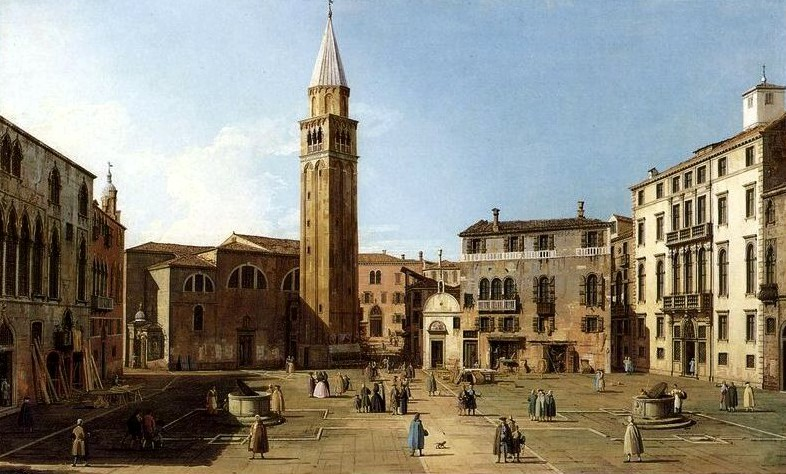
Links: Palazzo Duodo a Sant’Angelo im 19. Jahrhundert; in der Mitte: Kirche Sant’Angelo; rechts: Palazzo Trevisan Pisani a Sant’Angelo

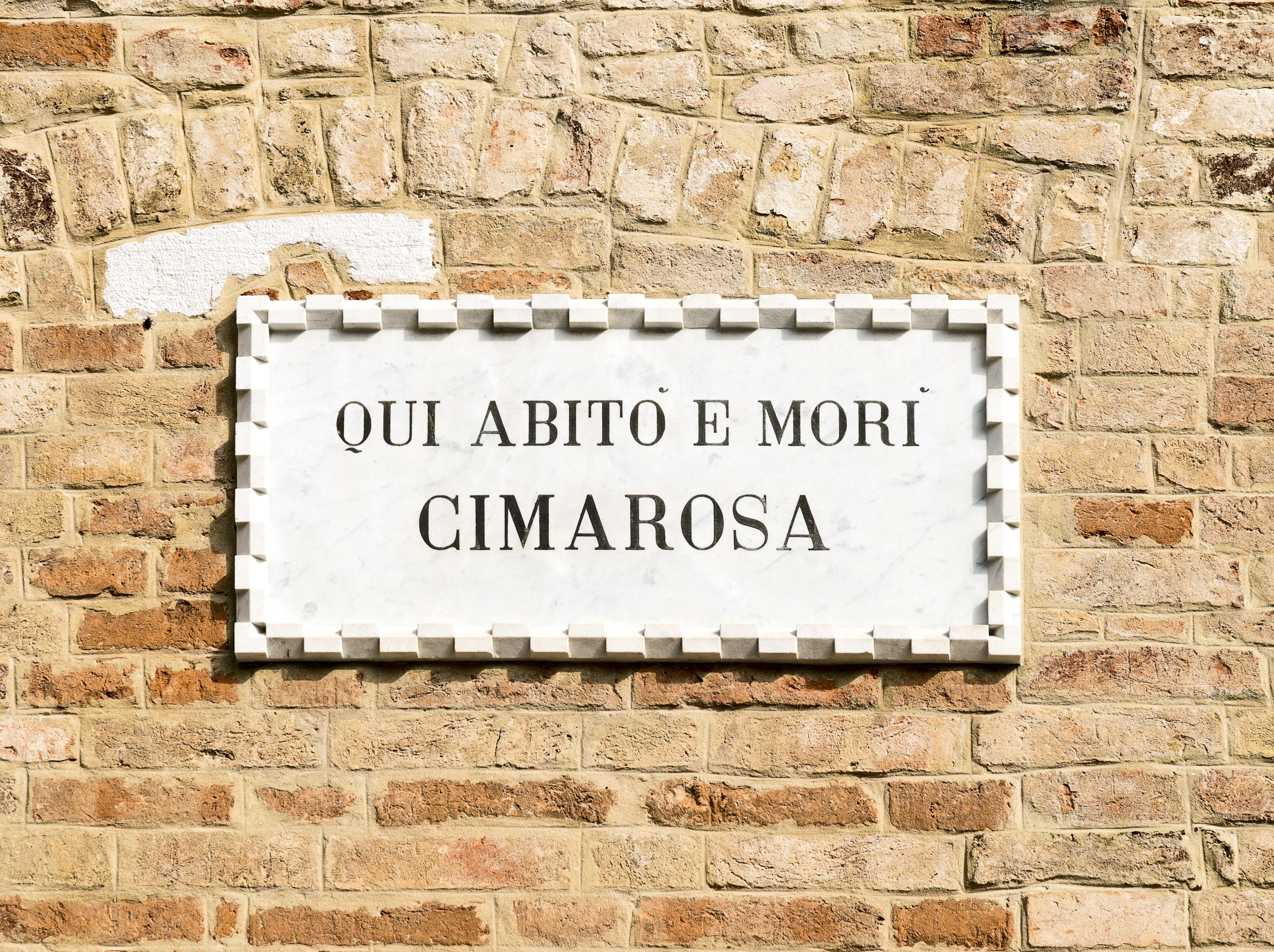
Tafel, die erklärt, dass hier der Musiker Domenico Cimarosa starb

Der Palast wurde im 15. Jahrhundert erbaut, vermutlich im Auftrag der Familie Duodo, vielleicht aber ging er auch an diese Familie über, nachdem die Familie Zen ihn errichten ließ. Er blieb bis Ende des 19. Jahrhunderts in der Familie, die ihm seinen Namen gegeben hat, und wurde dann mehrfach weiterverkauft.
Im Jahre 1801, als der Palast als Hotel diente, starb dort der bekannte, neapolitanische Musiker Domenico Cimarosa.
Im 20. Jahrhundert wurde der Palazzo Duodo a Sant’Angelo örtlicher Sitz des Arbeitsministeriums; 1986 wurde er an die Firma Eni verkauft. 2006 wurde er innen zur Nutzung als Büro umgebaut und 2014 erneut zum Verkauf angeboten.

## Beschreibung
Der Palazzo Duodo a Sant’Angelo hat drei Vollgeschosse und ein Mezzaningeschoss, ist in gotischem Baustil gehalten und zeigt eine Fassade mit klassischen Materialien: Laterizio und Kalkstein aus Istrien.
Im Erdgeschoss gibt es ein gotisches Portal, im Hauptgeschoss öffnet sich ein elegantes Sechsfachkielbogenfenster, eingesetzt in einen Marmorrahmen, ebenso wie die vier Einzelfenster auf dessen Seiten.
Das zweite Obergeschoss mit kleineren Fenstern zeigt in der Mitte ein Dreifachfenster.
In der Mitte des Innenhofes befindet sich ein alter Brunnen.

## Galeriebilder

Einzelheiten der Fassade, fotografiert von Paolo Monti (1969)
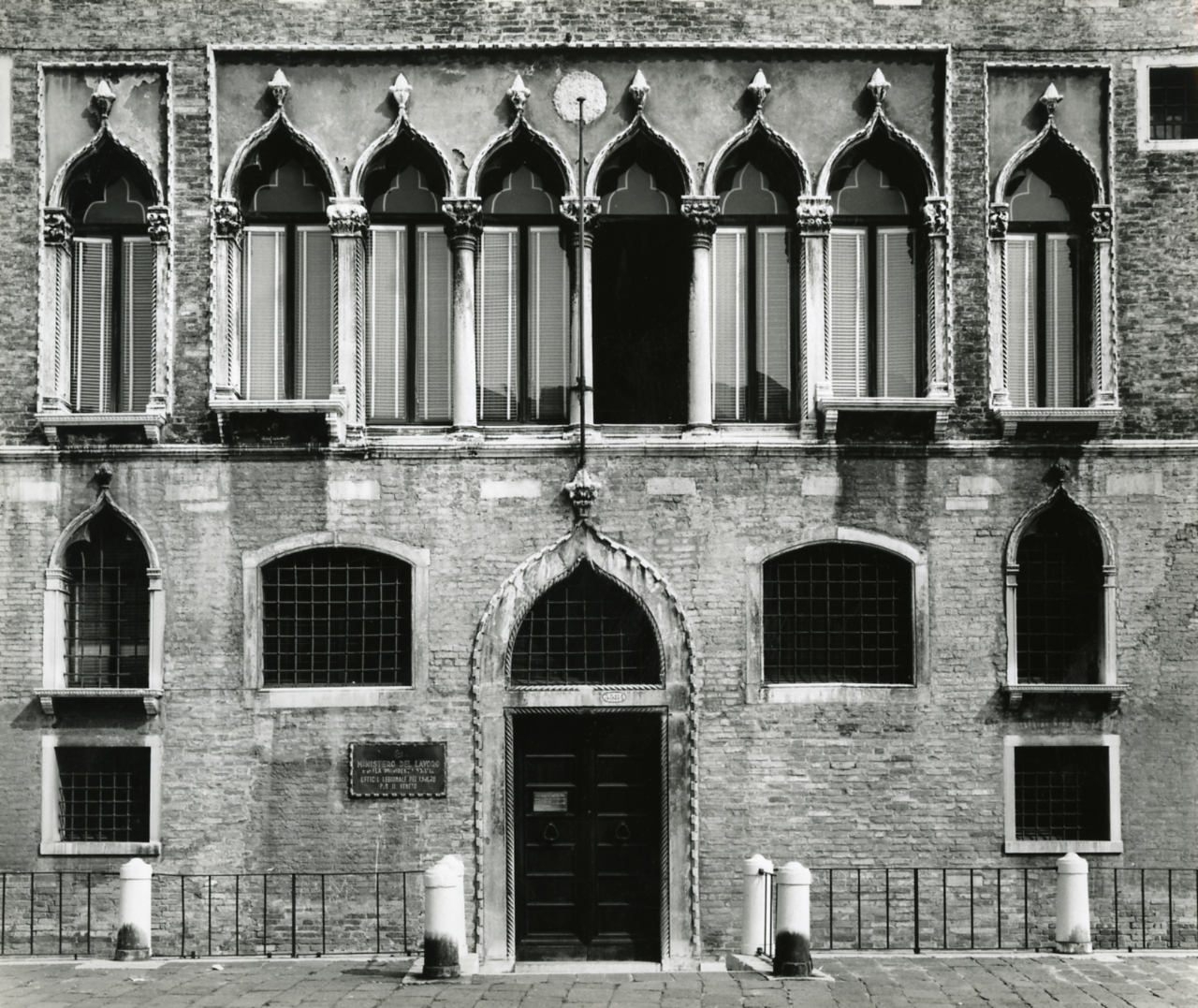
Unterer Teil der Fassade
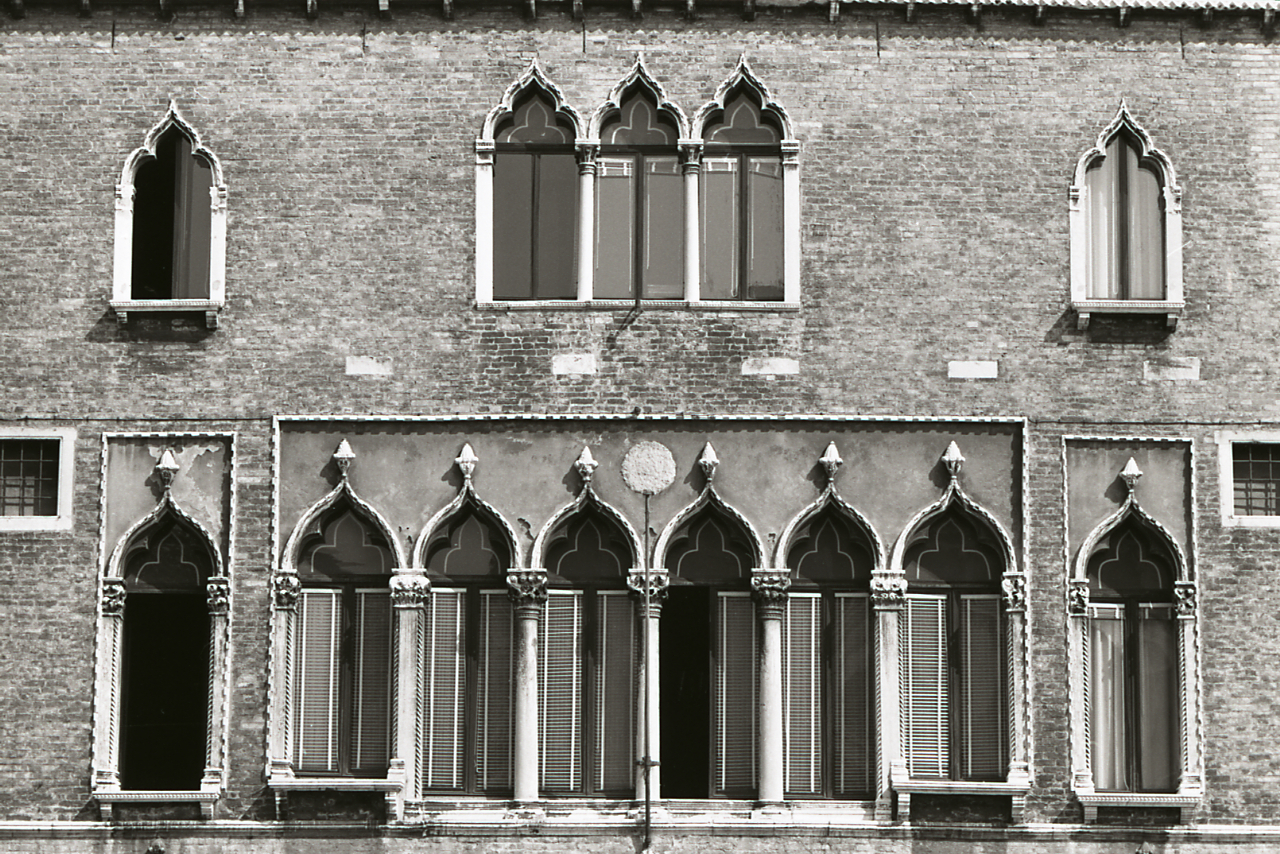
Oberer Teil der Fassade